# Железнодорожный транспорт в Гвинее

пути шириной 1000 мм
рельсы шириной 1435 мм

В Гвинее имеется 1086 км железных дорог:
- 807 км метровой колеи (1 метр = 3 фута 3+3⁄8 дюймов). К 2023 году использовалось только 662 км;
- 279 км европейской колеи 1435 мм (4 фута 8,5 дюйма) колеи.

## Железные дороги метровой колеи
Первая железная дорога в Гвинее открылась в 1902 году между коммунами Томбо и Калум. Она была построена метровой ширины колеи, которая в то время широко использовалась на небольших железных дорогах Франции и её колоний. В 1903 году линия была продлена до столицы и порта Конакри, а в 1913 году — до Канкана с двумя мостами в местах речных переправ. Эта Трансгвинейская железная дорога длиной 662 км оставалась единственной на протяжении многих лет. В планах французских колонистов было провести железные дороги через весь африканский континент и объединить железнодорожной сетью все французские колонии Африки. Однако в XX веке с железными дорогами стали активно соперничать более дешёвые и удобные автомобильные дороги, из-за чего почти прекратилось строительство новых железных дорог и началось их закрытие и разрушение.
В июне 1959 года, после обретения Гвинеей независимости от Франции, была основана государственная железнодорожная компания ONCFG (Национальное управление железных дорог Гвинеи). Оно стало собственником оставшегося в Гвинее имущества бывшего французского колониального железнодорожного управления Conakry-Niger. После нескольких скандалов с кражами вся ж.д. линия на какое-то время была закрыта.
С помощью СССР было восстановлено 105 км железной дороги между Конакри — Киндия, которая стала обслуживаться Государственной горнодобывающей компанией Societé des Bauxites de Kindia (SBK). По ней транспортируется 1,2 миллиона тонн бокситов в год. Кроме того в 1960-х годах была построена железнодорожная ветка Конакри — Фрия протяженностью 143 км, эксплуатировалась Friguia SA, пока не была приобретена в 2006 году российским алюминиевым гигантом РусАл. Между Фрией и Конакри ежегодно перевозится более миллиона грузов, в том числе: 600 000 т алюмината, 200 000 т нефтепродуктов и 100 000 т каустической соды. С 1993 года по железной дороге осуществлялись поставки топлива в Маму.
Из-за распада Советского Союза ослабли прежние экономические связи, поэтому в 2010 году за реконструкцию частично заброшенной железной дороги Конакри-Канкан принялась Vale (бразильская компания), поскольку Бразилия является мировым лидером по протяжённости (23 785 км) железных дорог метровой колеи, производит соответствующие локомотивы, вагоны и прочие компоненты к ней. Благодаря финансированию Китайским международным фондом (CIF) в 2011 году была открыта ж.д. линия 30 км пригородного пассажирского сообщения Conakry Express, которая позволила сократить автомобильные пробки в столице.
В 2014 году был предложен проект новой железной дороги протяженностью 900 км между Конакри и Бамако — столицей соседнего государства Мали.
В 2020 году между правительствами Гвинеи и Соединенного Королевства был подписан меморандум по строительству новой 270-километровой железной дороги, предложенной компанией Anglo-African Minerals, которая соединит бокситовые рудники в районе Маму с портом Бенти. Австралийско-британский горно-металлургический концерн Rio Tinto объявил тендер на разработку месторождений железной руды в районе горной гряды Simandou. Для этого потребуется новая железная дорога до глубоководного порта в Матаконге. Rio Tinto Limited планирует построить линию протяженностью 650 км. Рассматривается возможность ответвления от Маму железной дороги до Tougué.
Выдвигаются проекты продления Трансгвинейской железной дороги до крупных залежей железной руды в районе Zogota. Предполагаемая в 2012 году добыча здесь ожидается около 2 млн тонн в год. Рудник принадлежит BSG Resources Limited в составе ArcelorMittal. Однако в последнее время озвучиваются планы, что указанные шахты соединятся железной дорогой стандартной колеи 1435 мм, которая пересечёт границу соседней Либерии и будет следовать к её портами Монровия и Бьюкенен.
Более того, появляются предложения, вслед за веткой Дабола-Tougué, заменить все уже достаточно ветхие существующие здесь железные дороги метровой колеи на более современные и скоростные с европейской колеёй.

## Дороги европейской колеи
Для перевозки бокситов на северо-западе Гвинеи компания Guinea Alumina Corporation (GAC) создала в 1973 году новую железную дорогу 136 км европейской шириной колеи от рудников Сангареди через Боке в порт Камсар, по которой транспортирует 12 миллионов тонн минералов в год. Кроме интенсивных грузовых перевозок, по этой дороге ежедневно курсируют и пассажирские поезда. В 2019 году GAC соорудила короткое ответвление железной дороги от Боке до своих рудников Tanéné также для транспортировки бокситов в порт Камсар и последующего их экспорта.
К этой железной дороге компания SMB-Winning 16 июня 2021 года достроила новую 135-километровую стандартной колеи, соединяющей бокситовые рудники в субпрефектурах Santou и Houda с новым глиноземным заводом, расположенным в речном порту Дапилон.

## Железнодорожное сообщение со смежными странами
- Мали — нет, одинаковая колея 1000 мм, в проекте.
- Сенегал — нет, одинаковая колея 1000 мм.
- Кот-д’Ивуар — нет, одинаковая ширина колеи 1000 мм.
- Либерия — нет, изменение ширины колеи с 1000 мм на 1435 мм, или на 1067 мм.
- Сьерра-Леоне — нет, изменение ширины колеи с 1000 мм на 1067 мм.
- Гвинея-Бисау — нет.

## Галерея изображений

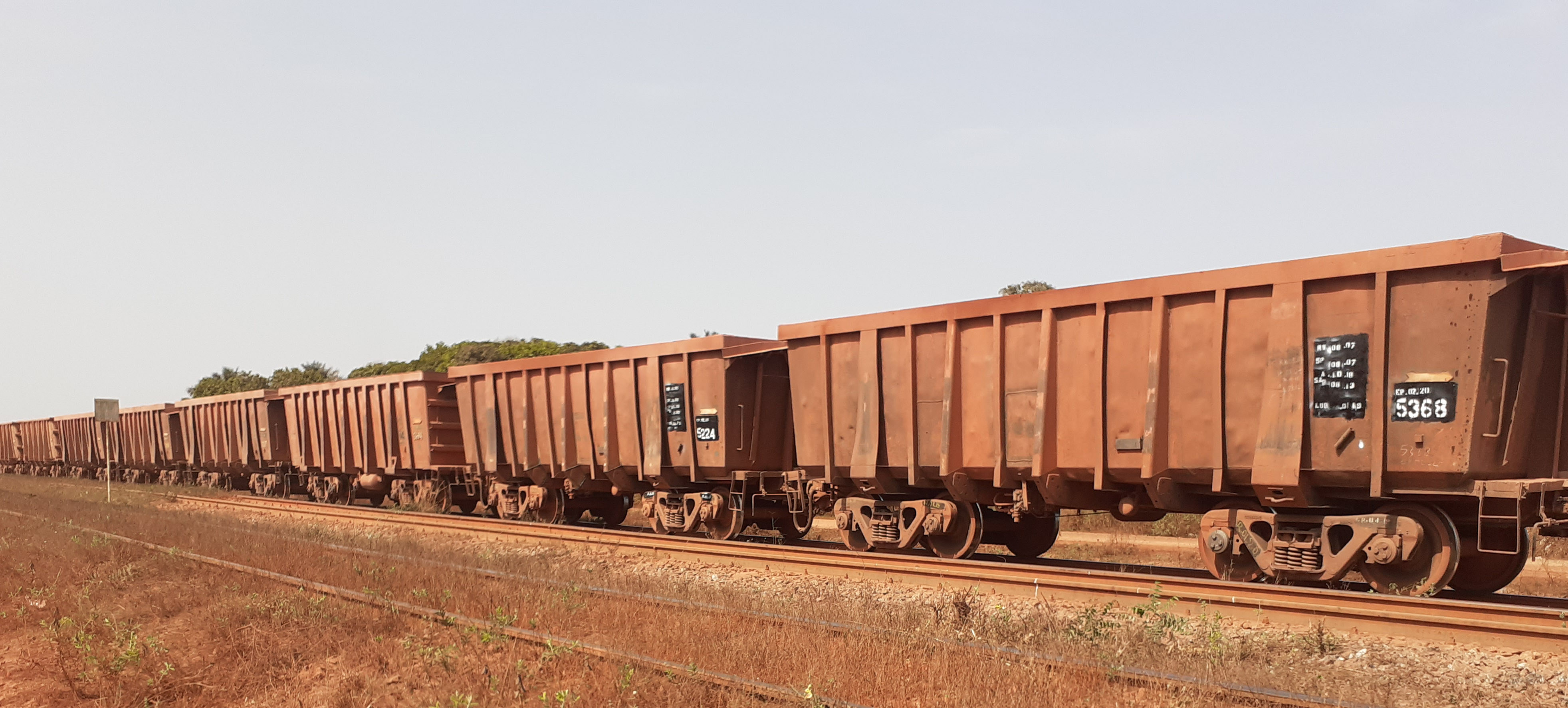
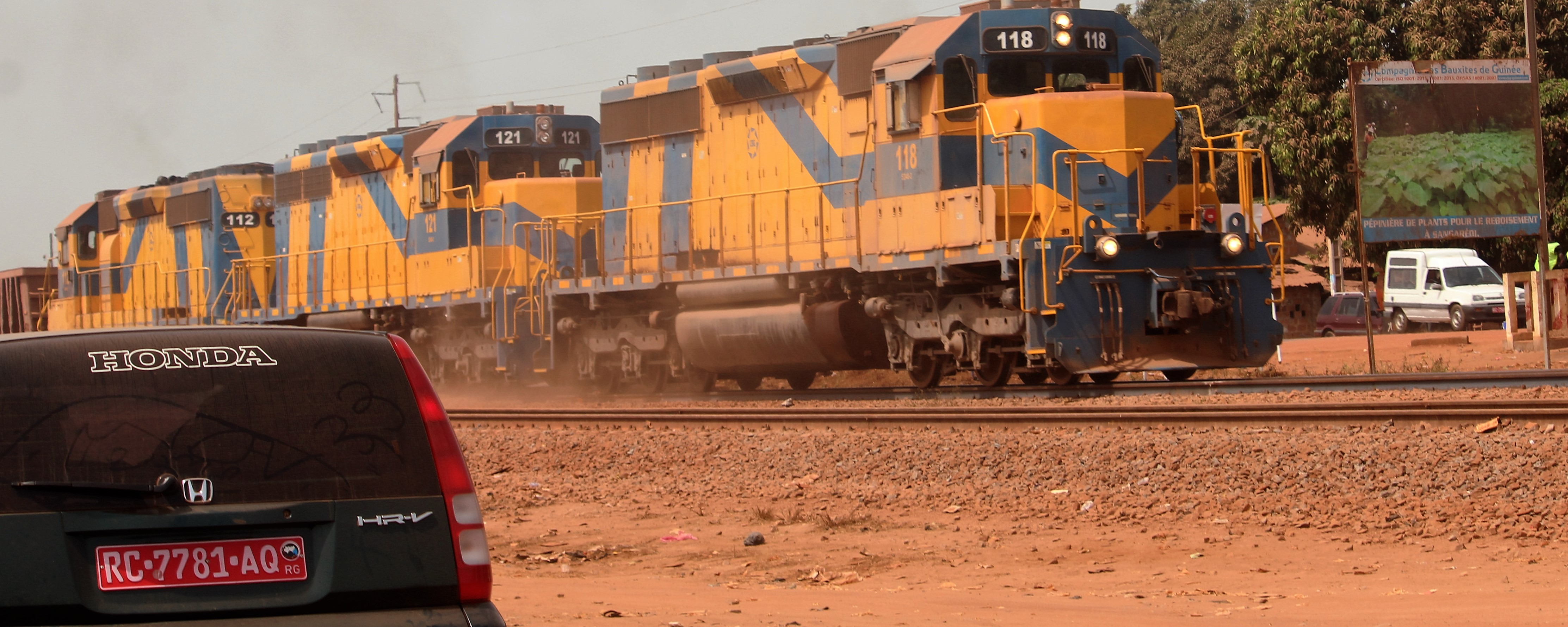
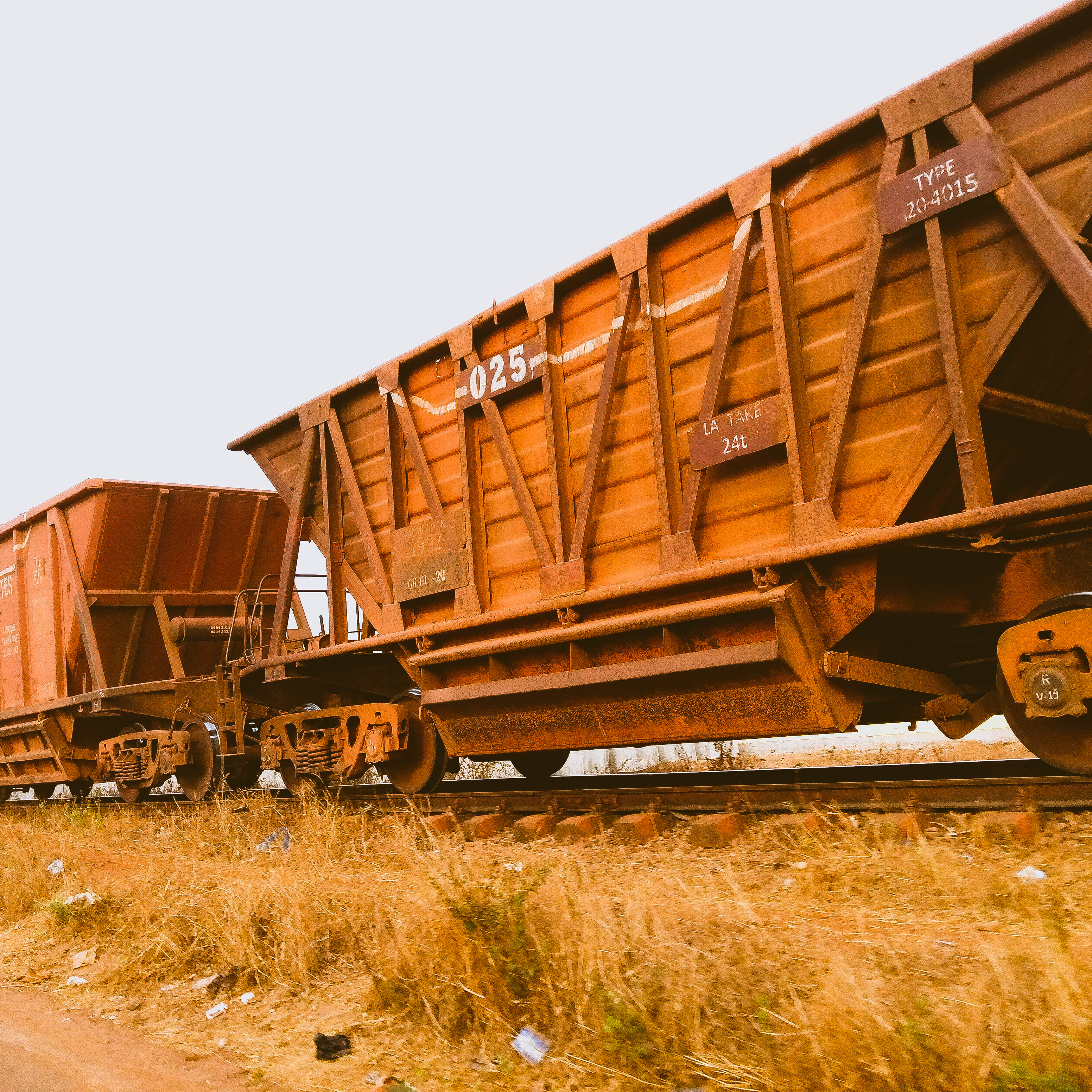
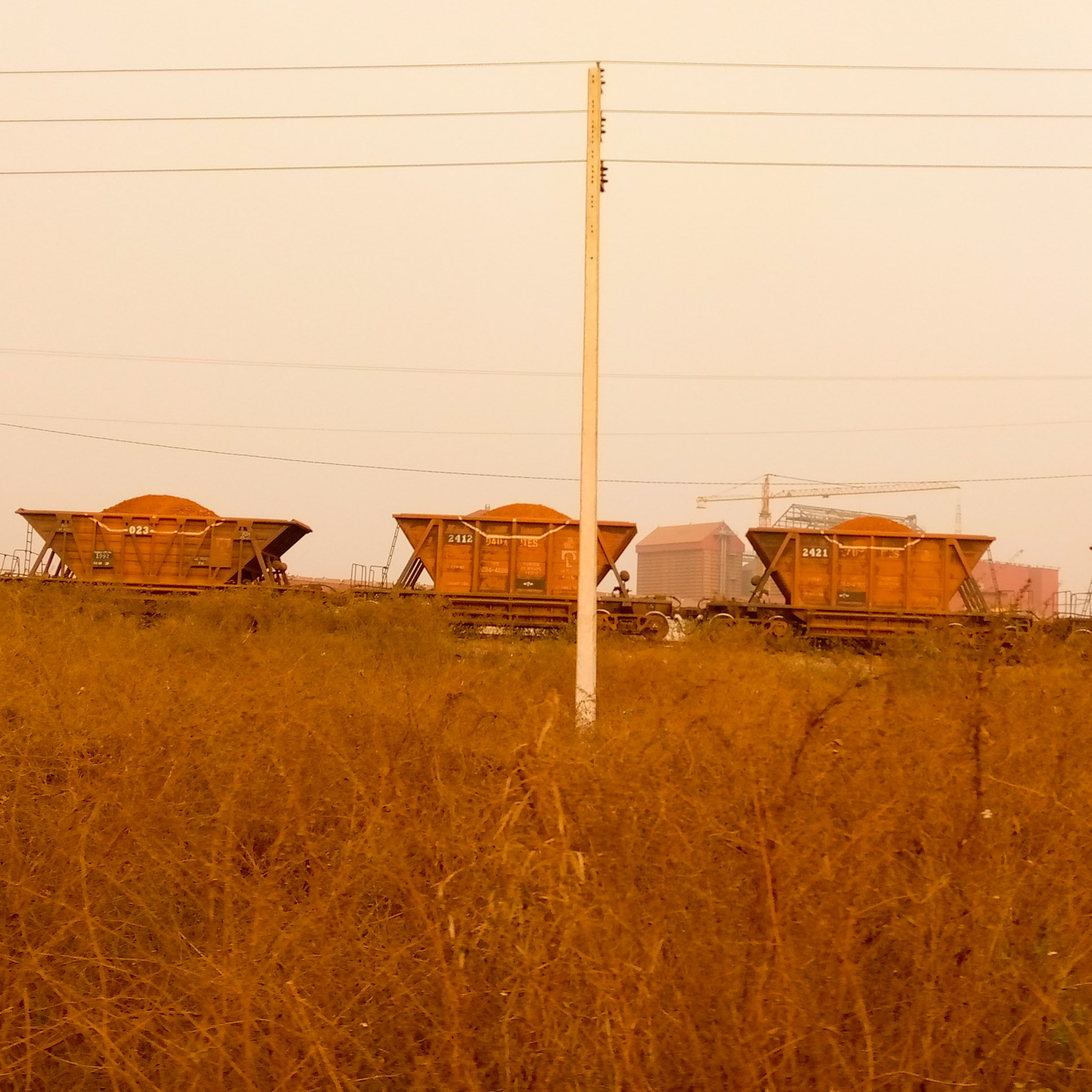
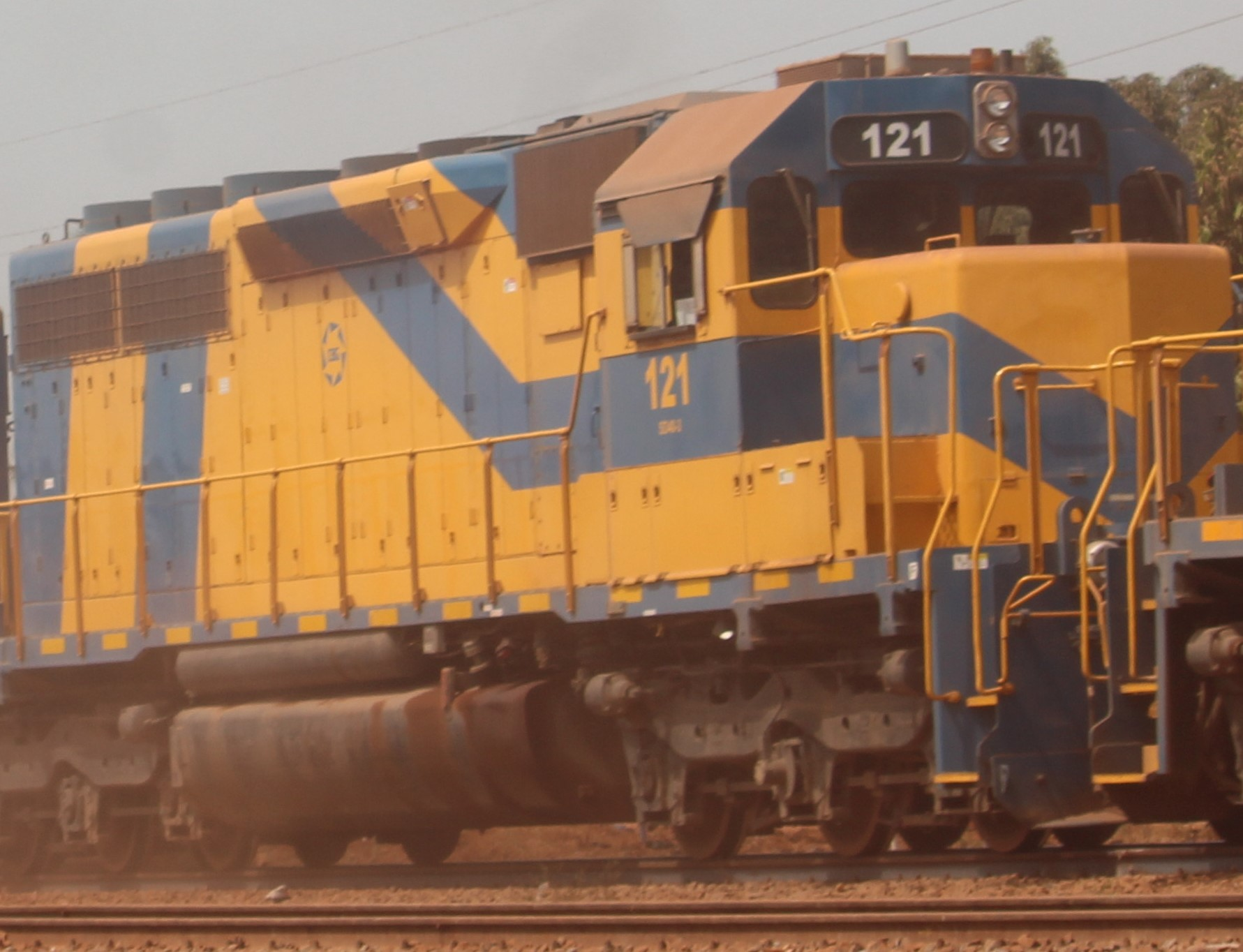
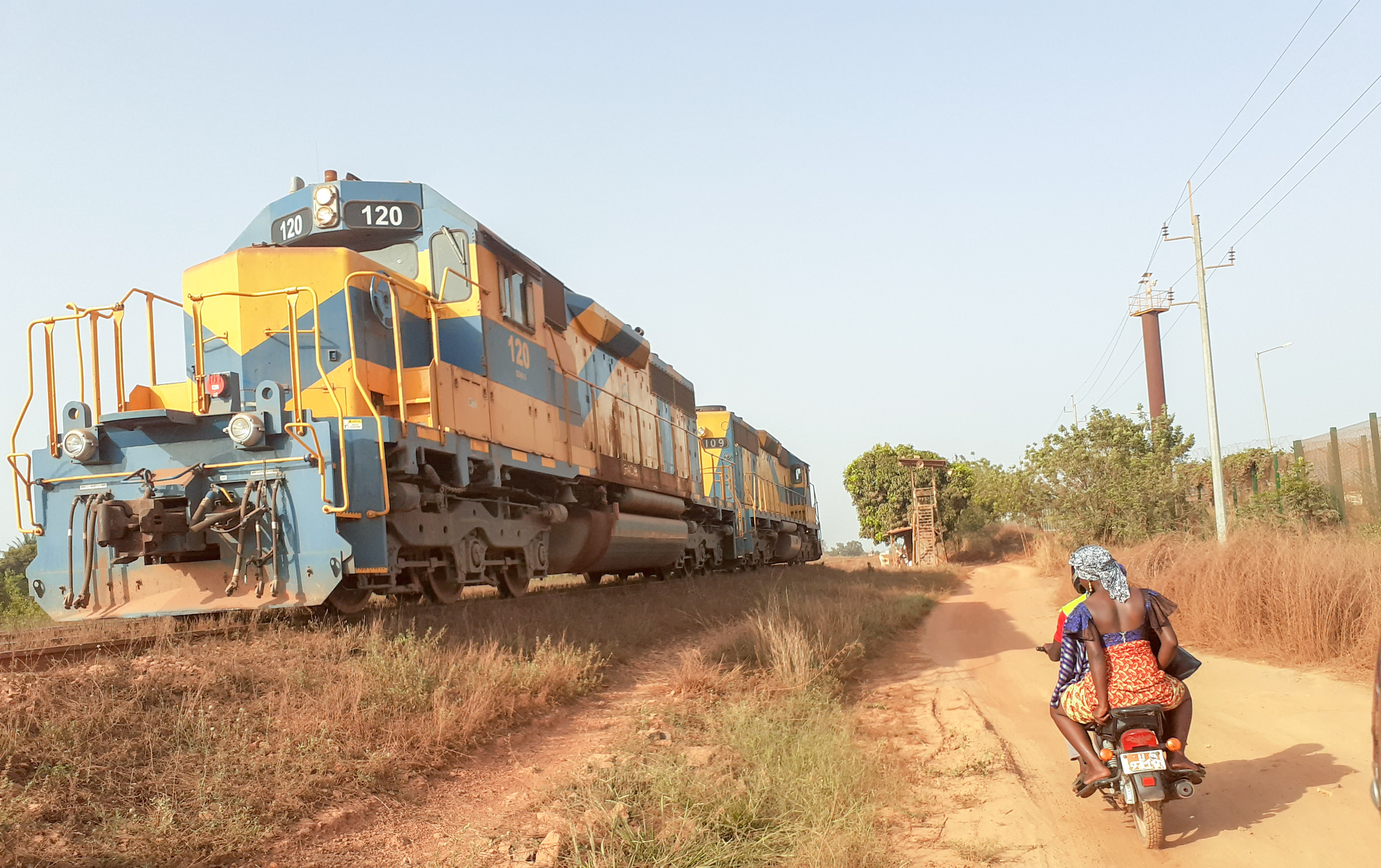
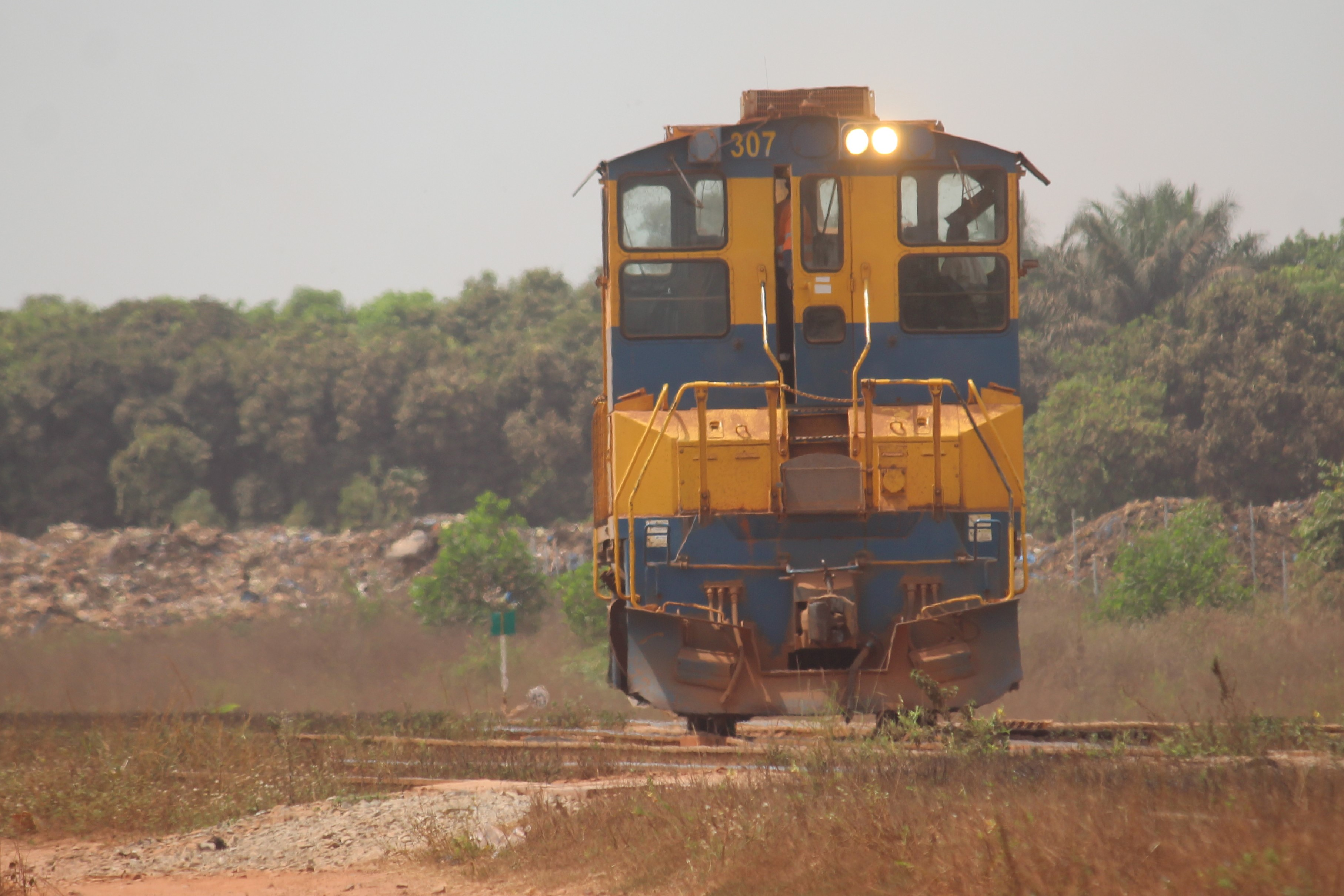